# Mie Hama
Mie Hama (浜美枝, Hama Mie) est une actrice japonaise née le 20 novembre 1943 à Tokyo, Japon.

## Biographie

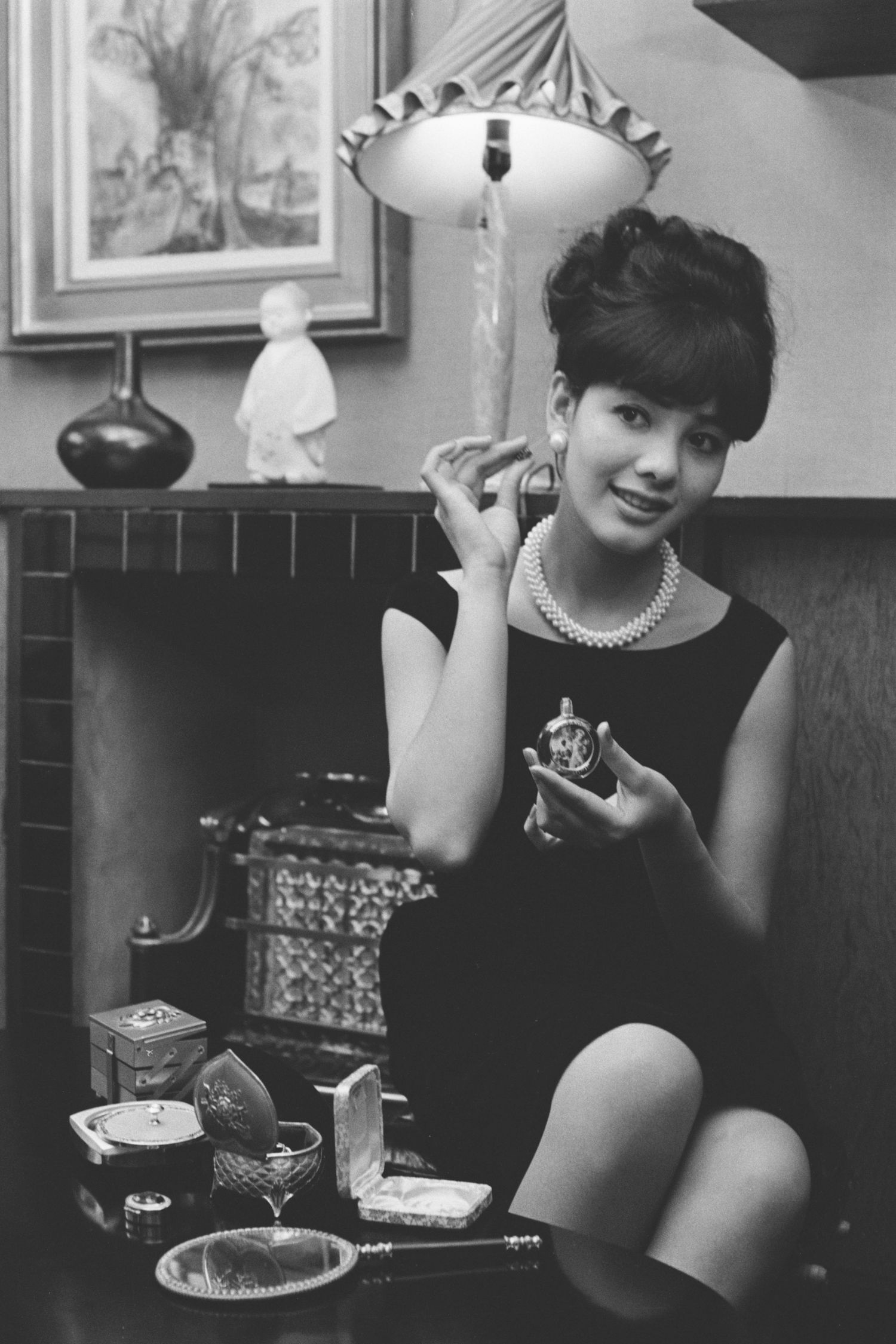
Mie Hama en 1962.

Elle est connue pour avoir joué une James Bond girl dans On ne vit que deux fois. Les autres apparitions notables qu'elle a faites sont pour la société de production Toho, comme La Revanche de King Kong.
Dans le film On ne vit que deux fois, Mie Hama fut choisie pour jouer le personnage d'Aki (qui s'appelait à l'origine Suki), et sa collègue Akiko Wakabayashi fut choisie pour jouer Kissy Suzuki. Les deux actrices allèrent à Londres pendant trois mois pour apprendre l'anglais, mais leurs rôles furent échangés en raison des difficultés de Mie Hama à parler anglais. Leurs voix ont été doublées dans la version finale du film. En raison d'une maladie pendant le tournage, l'actrice a été doublée pour les scènes de plongée par Diane Cilento, l'épouse de Sean Connery à l'époque.
Mie Hama a tourné dans près de 90 films, majoritairement dans les années soixante, entre 1960 et 1989.
Elle s'est marié et a quatre enfants. Elle tient actuellement une maison d'hôtes.

## Filmographie partielle
- 1960 : Wakai suwada (若い素肌?) de Tetsuhiro Kawasaki
- 1962 : King Kong contre Godzilla (キングコング対ゴジラ, Kingu Kongu tai Gojira?) de Ishirō Honda
- 1963 : L'Héritage des 500 000 (五十万人の遺産, Gojūman-nin no isan?) de Toshirō Mifune : l'épouse de Yamazaki
- 1964 : Une femme dans la tourmente (乱れる, Midareru?) de Mikio Naruse
- 1964 : Les Cinq Bienfaiteurs de Fumiko de Hiromichi Horikawa (sketch dans Les Plus Belles Escroqueries du monde)
- 1965 : Ankokugai gekitotsu sakusen (暗黒街全滅作戦?) de Jun Fukuda
- 1965 : Chasseurs d'espions (１００発１００中, Hyappatsu hyakuchu?) de Jun Fukuda
- 1966 : Lily la tigresse (What's Up, Tiger Lily?) de Woody Allen : Teri Yaki
- 1966 : Les Aventures de Takla Makan (奇巌城の冒険, Kigan-jō no bōken?) de Senkichi Taniguchi
- 1967 : On ne vit que deux fois (You Only Live Twice) de Lewis Gilbert : Kissy Suzuki
- 1967 : La Revanche de King Kong (キングコングの逆襲, Kingu Kongu no gyakushu?) de Ishirō Honda : Madame Piranha
- 1967 : Nuages épars (乱れ雲, Midaregumo?) de Mikio Naruse : Teruko
- 1968 : Showa no inochi (昭和のいのち?) de Toshio Masuda
- 1968 : Suna no kaori (砂の香り?) de Katsuki Iwauchi (ja)
- 1968 : Nippon ichi no uragiri-otoko (日本一の裏切り男?) de Eizō Sugawa
- 1969 : Arashi no yushatachi (嵐の勇者たち?) de Toshio Masuda
- 1970 : Sutemi no Narazu-mono (捨て身のならず者?) de Yasuo Furuhata
- 1971 : 3000 kiro no wana (３０００キロの罠?) de Jun Fukuda
- 1985 : Kitchen (キッチン?) de Yoshimitsu Morita